# Bekken (anatomie)

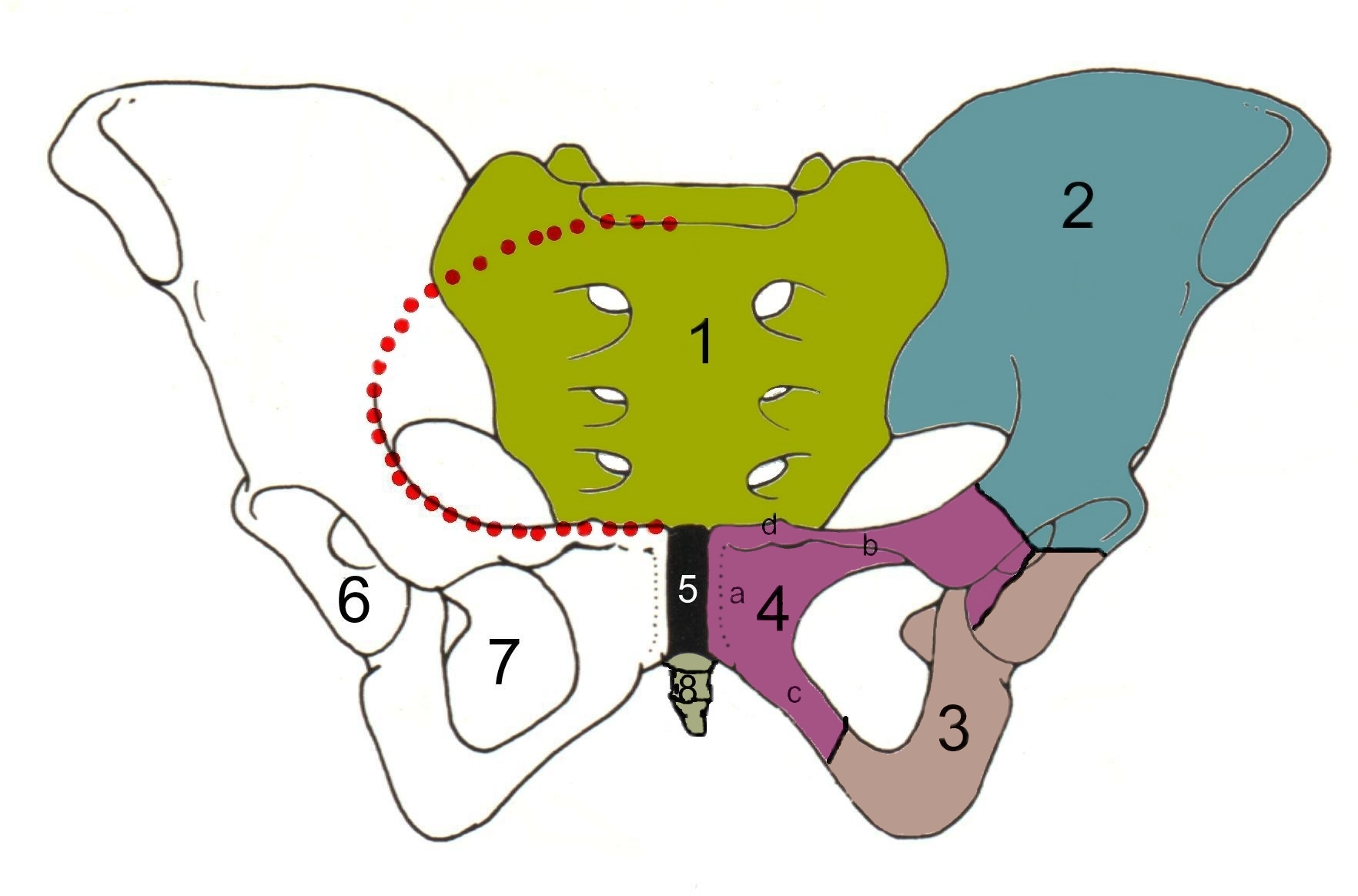
Skelet van het bekken, vooraanzicht
1 = heiligbeen
2 = darmbeen
3 = zitbeen
4 = schaambeen
4a = corpus, 4b = ramus superior richting hoofd, 4c = ramus inferior aan staartzijde, 4d = tuberculum pubicum
5 = schaambeenvoeg
6 = heupkom
7 = foramen obturatum
8 = stuit
rode stippellijn = linea terminalis

Het bekken (Latijn: pelvis) is bij gewervelden het deel van het lichaam tussen de buik en de benen of poten. Het bekken bekleedt een centrale rol bij de houding en beweging. Het bekken doet zowel mee met bewegingen van de benen en poten, als met de bewegingen van de romp. 
Het bekken is uit vier botten samengesteld: heiligbeen, stuit en de linker en rechter heup. Heup en heupbeen zijn hetzelfde. Linker en rechter heupbeen zijn opgebouwd uit drie onderling in de puberteit vergroeide botten: het darmbeen, het zitbeen en het schaambeen. Het darmbeen wordt ook vaak met bekken aangeduid, omdat het het deel van het bekken is dat aan weerszijden van de heupen is te voelen. Darmbeen, zitbeen en het schaambeen vormen samen het heupbeen en de heupkom.
Het schaambeen bestaat uit drie delen, een corpus en twee rami ossis pubis. Het zitbeen bestaat uit een corpus en een dunnere rami ossis ischii.
Het bekken verbindt de wervelkolom met de benen en bevindt zich op ongeveer de halve hoogte van het skelet van de mens, draagt het gewicht van het bovenlijf en beschermt de organen in de bekkenholte. Het bekken van de vrouw is bij mensen breder dan bij een man, om de geboorte van een kind mogelijk te maken. Het gevolg hiervan is dat de hals van het dijbeen, tussen gewricht en corpus femoris, bij vrouwen een scherpere hoek maakt ten opzichte van de knie.
Het bovenste gedeelte van het menselijk bekken wordt het grote bekken, pelvis major, genoemd, het onderste gedeelte het kleine bekken, pelvis minor. De bovenrand van het bekkenbot wordt de bekkenkam, crista iliaca, genoemd. Binnen het grote bekken bevindt zich een gedeelte van de darmen. In het kleine bekken bevinden zich de blaas en de endeldarm. Bij vrouwen bevinden zich er bovendien de vagina, de baarmoeder, de eileiders en de eierstokken, bij mannen de prostaat.

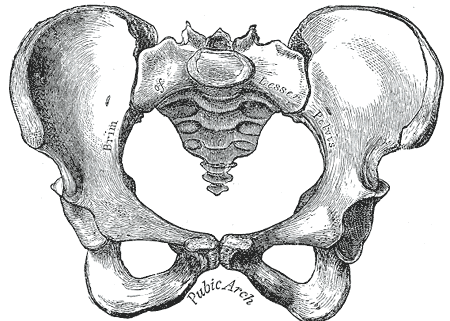
botten in het bekken van een vrouw
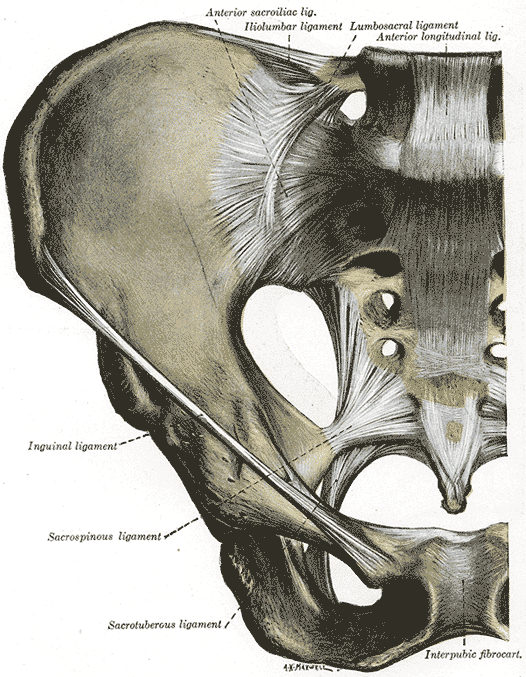
vooraanzicht
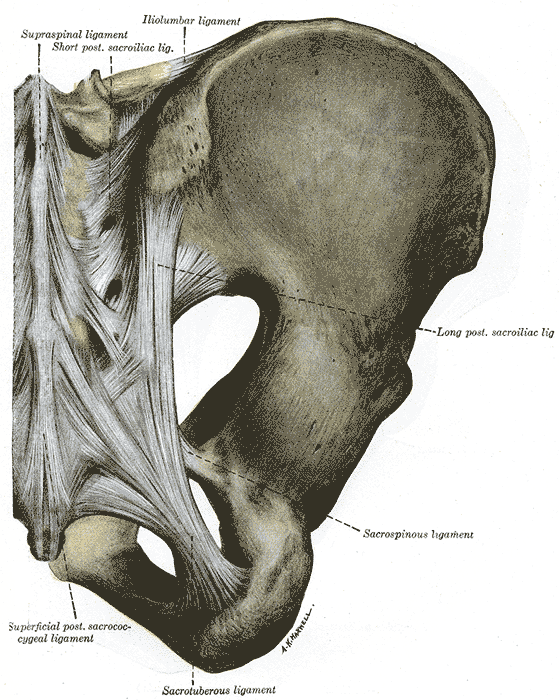
achteraanzicht

schedel · wervelkolom · borstkas · borstbeen · schoudergordel · arm · bekkengordel · been

bot · gewricht · botten van de mens